# Eduardo Di Giovanni
Eduardo Di Giovanni (Siracusa, 7 novembre 1875 – Roma, 16 marzo 1979) è stato un avvocato e politico italiano.

## Biografia

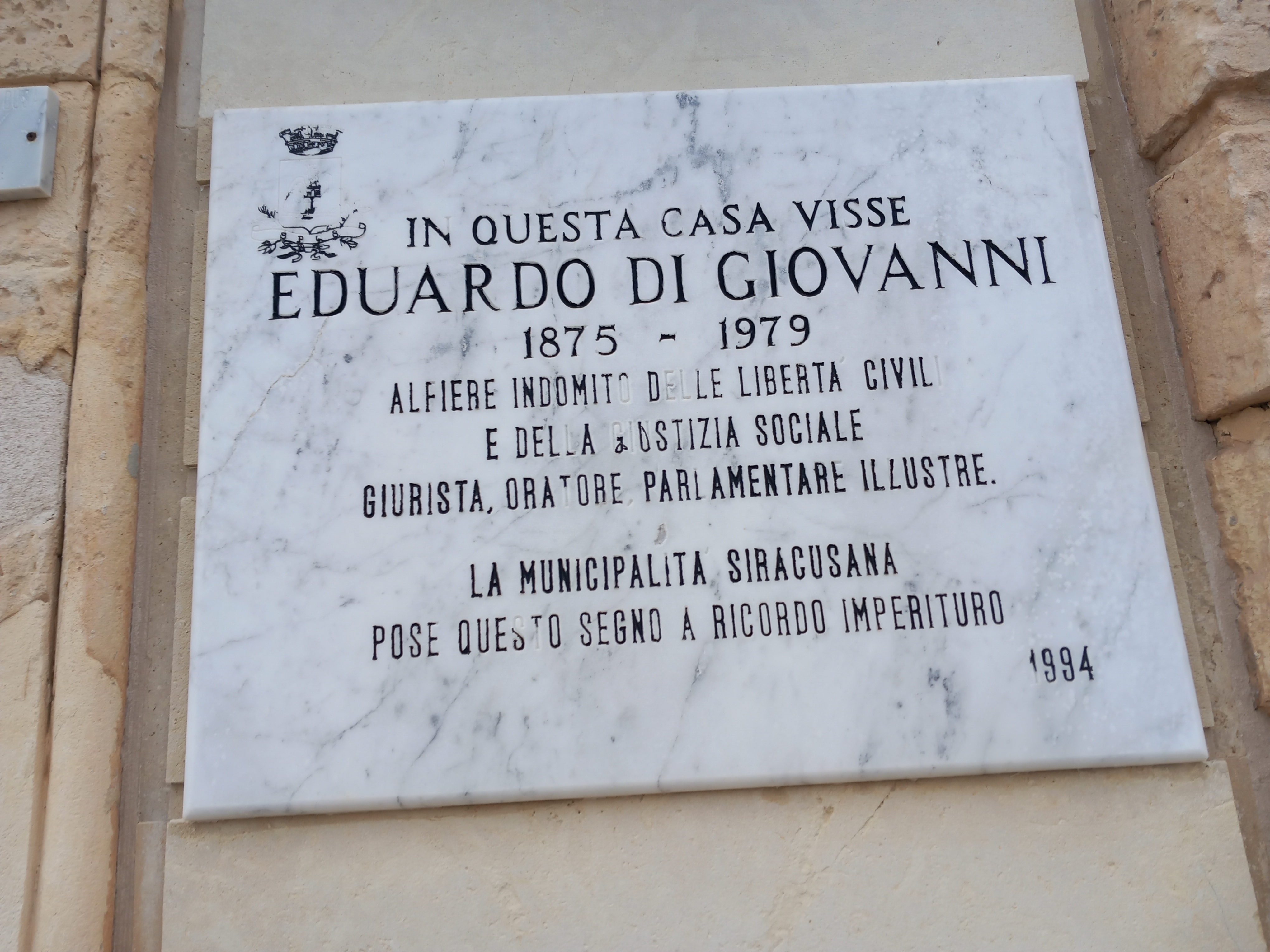
Lapide commemorativa a Siracusa

È stato prosindaco di Siracusa e presidente del consiglio provinciale (1920) deputato nella XXV e XXVI Legislatura del Regno, presidente del CLN di Siracusa (1944), deputato all'Assemblea Costituente, e senatore nella I legislatura, sottosegretario all'Industria ed al Commercio dal 1949 al 1951, delegato del Senato alla Assemblea del Consiglio d'Europa (1948-1951).

## Massoneria
Iniziato in Massoneria nella Loggia Archimede di Siracusa il 29 aprile 1912, divenne Maestro massone il 24 giugno 1913, nel dopoguerra fu pure membro della Loggia Universo di Roma, appartenente al Grande Oriente d'Italia, del quale fu nominato Gran maestro onorario il 9 gennaio 1954. Nel 1925 fu promosso al 33º grado del Rito scozzese antico ed accettato..